# マイケル・スターン (指揮者)
マイケル・スターン（Michael Stern, 1959年12月17日 - ）は、アメリカ合衆国の指揮者。

## 人物・来歴
著名なユダヤ系ヴァイオリニストのアイザック・スターンを父に持つ。1981年に米国史でハーヴァード大学より学士号を取得。その後はフィラデルフィアのカーティス音楽院で指揮法をマックス・ルドルフに師事して1986年に卒業。メイン州ハンコックのピエール・モントゥー記念学園で2度夏季講習に参加した。
1986年9月、異例なことに卒業からわずか1ヵ月で、他の2人の新人指揮者とともにレナード・バーンスタインに招かれて、指揮法のワークショップに参加した後、ニューヨーク・フィルハーモニックを指揮してデビューを果たす。これによって注目されたことにより、クリーヴランド管弦楽団の指揮者助手の地位を提供され、1991年まで務めた。同年、リヨン国立管弦楽団の永年客演指揮者に就任した。またパリやボルドー、リール、トゥールーズなど、フランス各地やその他のヨーロッパ諸国とも共演した。
1996年にリヨン国立管弦楽団を辞任して、ザールブリュッケン放送交響楽団の首席指揮者に就任、同楽団の歴史において初のアメリカ人指揮者となった。在任中に、ヘンリー・カウエルやチャールズ・アイヴズらアメリカ人作曲家の作品の数々を録音に残して名を馳せた。また同楽団を率いてスペインやポルトガル、スイス、中国で演奏旅行を行なった。その後、2000年に退任した。
帰国後はテネシー州ジャーマンタウンに、アメリカの現代音楽を専門とするオーケストラであるアイリス管弦楽団を創立した。アイリス管弦楽団との活動に加えて、北米各地をめぐって多くの交響楽団と共演しており、2001年の夏にニューヨーク・フィルハーモニックの一連の演奏会に客演したほか、シカゴ交響楽団やフィラデルフィア管弦楽団、ピッツバーグ交響楽団、セントルイス交響楽団、ヒューストン交響楽団、ボルチモア交響楽団、トロント交響楽団、シンシナティ交響楽団、ナショナル交響楽団を指揮した。アスペン音楽祭にも定期的に出演し、2001年の9月には、中国を演奏旅行中のウィーン放送交響楽団を指揮した。このほかにも、王立ストックホルム・フィルハーモニー管弦楽団やオスロ・フィルハーモニー管弦楽団、ベルゲン交響楽団、ベルリン・ドイツ交響楽団、ブダペスト放送交響楽団、イスラエル・フィルハーモニー管弦楽団、モスクワ・フィルハーモニー管弦楽団、ヘルシンキ・フィルハーモニー管弦楽団、チューリヒ・トーンハレ管弦楽団、ロンドン交響楽団、ロンドン・フィルハーモニー管弦楽団、BBC交響楽団、イギリス室内管弦楽団、台湾国立交響楽団、シンガポール交響楽団、NHK交響楽団などとともに、国際的に活動を続けている。
2005年から2024年までカンザスシティ交響楽団の音楽監督兼首席指揮者を務めた。また、テネシー州ジャーマンタウンにアイリス管弦楽団を設立して初代音楽監督を務めた。